# SN 2011jc
SN 2011jc – supernowa typu IIn, odkryta 30 listopada 2011 roku w galaktyce A033834+2232. W momencie odkrycia, miała maksymalną jasność 18,9m.